# Suzak
Suzak (in kirghiso Сузак?) è una città del Kirghizistan, capoluogo del distretto omonimo.

## Società

### Evoluzione demografica
La maggior parte degli abitanti (99%) sono uzbeki e il restante 1% sono principalmente chirghisi.